# Кенащинська сільська адміністрація
Кенащи́нська сільська адміністрація (каз. Кеңащы ауылдық әкімдігі, рос. Кенащинская сельская администрация) — адміністративна одиниця у складі району Біржан-сала Акмолинської області Казахстану. Адміністративний центр та єдиний населений пункт — село Кенаши.
Населення — 302 особи (2021; 386 у 2009, 674 у 1999, 1060 у 1989).
Станом на 1989 рік існувала Кенащинська сільська рада (села Карасор, Кенаши). Село Карасор було ліквідоване 2008 року. 2013 року Кенащинський сільський округ перетворено в сільську адміністрацію.

## Склад
До складу адміністрації входять такі населені пункти:
| Населений пункт | Колишні назви | Населення, осіб (1989) | Населення, осіб (1999) | Населення, осіб (2009) | Населення, осіб (2021) |
| --------------- | ------------- | ---------------------- | ---------------------- | ---------------------- | ---------------------- |
| Карасор, село   | -             | 220                    | 98                     | -                      | -                      |
| Кенаши, село    | -             | 840                    | 576                    | 386                    | 302                    |